# 艾什尔里
阿布·哈桑·阿里·本·伊斯梅尔·艾什尔里（阿拉伯語：أبو الحسن علي بن إسماعيل الأشعري）（873/874年—935/936年）。他是一位阿拉伯穆斯林哲学家，伊斯兰教正统派（逊尼派）教义学权威。他原来是正统派眼中的“异端”穆尔太齐赖派的信徒，拜该派教义学家朱巴仪为师。后来他力图调和正统派和穆尔太齐赖派的矛盾，乃利用穆尔太齐赖派的部分理论证明正统派的正确性，一反而成为穆尔太齐赖派的死敌。然而，由于他早年是穆尔太齐赖派的弟子，后虽皈依正统，仍受到罕百里派的谴责。由他创立的教义学派即艾什尔里派。他归真一个世纪后，被正统派视为教义学最大的权威。